# ایالت دزرت
ایالت دِزِرِت (انگلیسی: State of Deseret) یک ایالت پیشنهادی ایالات متحده بود که در سال ۱۸۴۹ توسط مهاجران کلیسای عیسی مسیح قدیسان آخرالزمان در سالت لیک سیتی پیشنهاد شد. ایالت موقت دزرت کمی بیش از دو سال وجود داشت و هرگز توسط دولت ایالات متحده به رسمیت شناخته نشد. این نام از واژه دزرت در کتاب مورمون به معنای «زنبور عسل» گرفته شده‌است.